# Stewkley
Koordinaten: 51° 56′ N, 0° 46′ W
Stewkley ist ein Dorf und Civil parish in der Grafschaft Buckinghamshire in England. 2022 lebten 1869 Einwohner im Civil parish Stewkley.

## Söhne und Töchter der Gemeinde
- Al Murray (* 1968), Comedian, Schauspieler, Drehbuchautor, TV- und Radiomoderator